# قائم‌مقام رهبر جمهوری اسلامی ایران
قائم‌مقام رهبر جمهوری اسلامی ایران مقامی بود که بنا بر تصمیم مجلس خبرگان رهبری در تیر ۱۳۶۴ به‌دلیل شرایط زمانی خاص جنگ ایران و عراق و وضعیت جسمی سید روح‌الله خمینی، رهبر وقت جمهوری اسلامی، ایجاد شد.
مجلس خبرگان رهبری، حسینعلی منتظری از شاگردان خمینی را در ۲۵ تیر ۱۳۶۴ به این سمت برگزید. سپس در فروردین ۱۳۶۸ خمینی وی را برکنار کرده و در پی آن وی از مقام خویش استعفا کرد که مجدداً با موافقت خمینی مواجه شد. در ۱۴ خرداد ۱۳۶۸، مجلس خبرگان با قریب به اتفاق آرا استعفا و برکناری وی را تأیید کرد. از جمله دلیل‌های برکناری منتظری، اعتراض وی به اعدام دسته‌جمعی زندانیان عقیدتی سیاسی ایران در تابستان ۱۳۶۷ بود.
منتظری بنا به نامه ۶ فروردین ۱۳۶۸، توسط خمینی از مقامش عزل شد. نامهٔ برکناری وی در آن زمان علنی نشد و چند سال بعد منتشر گردید؛ از این رو برخی در این نامه تشکیک کرده‌اند، که با واکنش‌هایی روبه‌رو شد. سه ماه پس از برکنار منتظری از قائم مقامی رهبری، خمینی در ۱۳ خرداد ۱۳۶۸ درگذشت. در جلسه ۱۴ خرداد ۱۳۶۸ مجلس خبرگان رهبری، سید علی خامنه‌ای به عنوان رهبر جمهوری اسلامی ایران برگزیده شد.
قائم‌مقام رهبر اگرچه در قانون اساسی نیامده بود ولی منتظری تنها فردی است که به مقام قائم‌مقام رهبر در جمهوری اسلامی ایران رسیده است، و این مقام از سال ۱۳۶۸ دیگر تعیین نگشت. اکبر هاشمی رفسنجانی که یکی از نقل‌کنندگان نامهٔ برکناری منتظری توسط خمینی بود، در آن زمان از جمله مخالفان این اقدام یعنی برکناری منتظری بود.